# مهر أباد (خوانسار)
مهر أباد هي قرية في مقاطعة خوانسار، إيران. يقدر عدد سكانها بـ 101 نسمة بحسب إحصاء 2016.